# John Philip Sousa
John Philip Sousa (n. 6 noiembrie 1854, Washington, D.C., District of Columbia, SUA – d. 6 martie 1932, Reading⁠(d), Pennsylvania, SUA) a fost un important compozitor american al epocii romantice târzii, cunoscut și pentru marșurile americane patriotice și militare. A fost supranumit Regele Marșului.
S-a născut la Washington, D.C. din părinți de descendență portugheză și germană. 
S-a înrolat în Marină în 1868 și, din 1880 până în 1892, a condus orchestra Marinei. Și-a început educația muzicală cântând la vioară de la vârsta de șase ani. Către 1875 a învățat să cânte la toate instrumentele de suflat. A fost căsătorit și a avut trei copii. A murit la vârsta de 77 ani în Pennsylvania, dar a fost înmormântat tot în Washington.